# غونيب
غونيب (بالروسية: Гуниб) هي مدينة في جمهورية داغستان في روسيا. ويبلغ عدد سكانها حوالي 2510 نسمة.